# Ema Kugler
Ema Kugler, slovenska umetnica, filmska režiserka, videastka, performerka in kostumografinja *19. marec 1955, Celje

## Šolanje in delo
Ema Kugler je leta 1981 diplomirala na Ekonomski fakulteti v Ljubljani. Po diplomi je 3 leta delala na Radiu Študent v marketingu. To so edina leta, ko je bila v delovnem razmerju. Znana je kot vsestranska samostojna umetnica, ki se ukvarja s performansom, z instalacijami, videom, filmom in gledališko kostumografijo.
Ema Kugler je umetnica renesančnega tipa: deluje kot režiserka, scenaristka, scenografinja, kostumografinja, montažerka, multidisciplinarna umetnica z edinstvenim in svojevrstnim avtorskim izrazom. Je avtorica štirih celovečernih filmov, številnih video in kratkih filmov, performansov, likovnih instalacij …
Odlikuje jo avtorski vizualni jezik, ki se napaja iz podzavesti, referira na metaforiko duhovne zgodovine in človeškega duha ter sledi najvišjim estetskim merilom. Njene gibljive slike so prikaz ritualov vsakdanjega življenja, interpretacija velikih mitoloških zgodb in angažiran komentar družbenih anomalij.

### Izjava umetnice
“Če bi bila popolna – bi samo bila. Če bi bila velika in močna bi živela v prostrani marmornati pokrajini, bi klesala kipe. Če bi imela na voljo vse kemikalije in vso tehnologijo, bi eksperimentirala do nezavesti. Ker pa živim v ozkem svetu in zgolj po naključju uporabljam video tehnologijo, to maksimalno izkoriščam. To elektronsko orodje mi pomaga oblikovati ‘podobe’ sveta po svoji podobi – moj svet, mojo realnost, ki je popolnoma drugačna od drugih. Za vstop vanjo pa je treba zgolj pritisniti na PLAY.

## Nagrade
Ema Kugler je dobitnica številnih nagrad in priznanj, tako domačih:
- zlata ptica
- nagrada Prešernovega sklada - 2008
- Župančičeva nagrada - 2014
- nagrada Franceta Štiglica - 2020
- Prešernova nagrada - 2023

kot tudi številnih mednarodnih, zlasti s festivalov neodvisnega filma.
- obrazložitev nagrade Prešernovega sklada je  za projekt Le Grand Macabre je zapisal Jurij Krpan:
"Umetnica, ki s svojim delom dokazuje, da je celostna umetnina ultimativni umetniški izraz. V njenih delih je napetost med življenjem in smrtjo inscenirana do skoraj otipljive prezence. Čutno jo doživljamo na performansih v ogromnih izpraznjenih in podhlajenih industrijskih halah, tovarnah, kamnolomih ali na projekcijah v popolni temi, napolnjeni z zvokom ali/in podobami, ki so ušle vsakršnim žanrskim opredelitvam. Doživljanje njenih dogodkov v nas pusti čutne odtise, ki se nam kot podobe prikazujejo v pravih pomenih te besede. Prikazujejo se nam kot prikazni še dolgo potem, ko smo se sposobni spomniti kraja in časa, ko so se v nas naselile - v speče sanje ali sanjarjenje s široko odprtimi očmi. Ema Kugler je mojstrica prikazni."
ODMEVI ČASA: 
“Special Jury Award”, Worldfest, Houston, USA 2014 
“Award of Merit”, World Film Award Festival, Jakarta, Indonesia, 2014 
“The Castell Award”, Barcelona Film Festival, USA, 2014 
“Gold Award”, International Movie Awards Festival, Jakarta, Indonesia, 2014 
“Award of Excellence”, Accolade Global Film Competition, Los Angeles, USA, 2014 
“Silver Award”, Filmmakers Of The Year Festival, Jakarta, Indonesia, 2014 
“Award of Excellence”, The Indiefest Film Awards Festival, La Jolla, Ca, USA, 2015 
“Rising Star Award”, Canada International Film Festival, Vancouver, Canada, 2015 
“Best Foreign Language Feature Film and Honorable Mention: Best Visual Effects" & Best Sound”, Los Angeles Film Review, Independent Film Awards Festival, Los Angeles, USA, 2015 
“Van Gogh Award - Excellence in Cinematography”, Amsterdam Film Festival, Amsterdam, 2015 
“Best Experimental”, American Movie Awards, 2016
ZA KONEC ČASA /AKA/ SUPRANOVA: 
“Best International Experimental Feature”, New York International Independent Film Video Festival, USA
LE GRAND MACABRE: 
“Nagrada Prešernovega sklada”, Slovenija, 2008
PHANTOM: 
“Best Script”, New York International Independent Film Video Festival, USA, 2001 
“Gold Remi Award”, Worldfest, Houston, USA, 2004 
“Spirit Of Moondance Award”, Moondance International Film Festival, USA, 2004
HOMO ERECTUS: 
“Najboljši kratki art film”, Slovenski filmski festival, Slovenija, 2001 
“Platinum Remi Award”, Worldfest, Houston, USA, 2001 
“Best Short Experimental”, New York International Independent Film Video Festival, USA, 2001
Za video opus: 
“Nagrada Sfinga”, Mednarodni video festival, Novi Sad, Yugoslavia, 1998
TAJGA: 
“Najboljši video art film”, Slovenski filmski festival, Slovenija, 1997
OBISKOVALEC: 
“Bronze Bear Award”, Festival der Nationen, Austria, 1996
“Zlata ptica”: 
za multimedijsko umetniško delovanje, Slovenija, 1994

## Izbrani projekti in dela

### Filmi

#### Celovečerci
- 2019:  Človek s senco
- 2013:  Odmevi časa
- 2009:  Za konec časa
- 2005:  Le Grand Macabre
- 2003:  Phantom

#### Kratki filmi
- 2000:  Homo erectus
- 1999:  Menhir
- 1997:  Postaja 25
- 1996:  Tajga
- 1995:  Obiskovalec
- 1993:  Hidra

#### Dokumentarci
- 2014:  Od Kapelce do KUD-a, domumentarec o gledališču Ane Monro
- 2013:  Polepšali ste mi dan, dokumentarni portret o raziskovalki starih kultur Fani Okič
- 2012:  Orion, dokumentarec o paleolitskih ostankih na Kozjanskem

### Performansi
- 2013:  Mojster in jaz
- 2012:  Adagio
- 2011:  Kripton
- 2009:  Na robu teme ... ali Kako je analiziral umetnost marsovec
- 2007:  Lontano ... ali Kaj bi napravil Robert Wilson, če ...?
- 2006:  Introitus ... ali Kubrick je bil pameten mož
- 2004:  Supranova
- 2000:  Homo erectus
- 1998:  Menhir
- 1996:  Postaja 25
- 1995:  Tajga
- 1991:  Mankurt
- 1990:  Nelagodje pred podobo v ogledalu
- 1990:  Replikanti
- 1988:  Črna jama
- 1987:  Party
- 1985:  Nostalgični izrez